# Carolien van Kilsdonk
Carolien van Kilsdonk (Amsterdam, 26 juli 1963) is een Nederlands voormalig snowboarder.
Van Kilsdonk won in het seizoen 1995/96 zes wereldbekerwedstrijden en het eindklassement op de halfpipe. Ze won het wereldkampioenschap 1996 op het onderdeel halfpipe. Niet lang daarna moest ze wegens blessures stoppen met wedstrijdsport.